# Beechcraft Musketeer

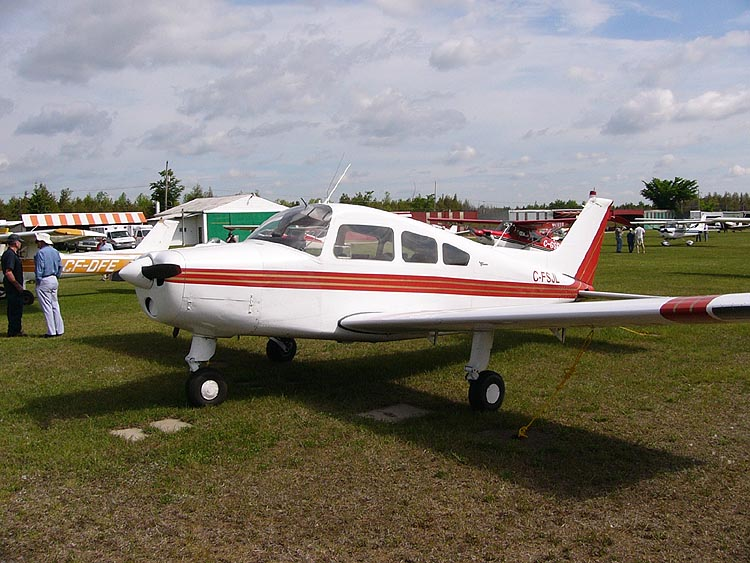
Beechcraft Musketeer

De Beechcraft Musketeer is een Amerikaans eenmotorig laagdekker sportvliegtuig. In de periode 1963-1983  zijn er, inclusief alle varianten, door de firma Beechcraft 4366 van gebouwd.
De geheel metalen vierpersoons Musketeer is in een aantal varianten geproduceerd met diverse viercilinder boxermotoren van Lycoming en Continental met vermogens in de range van 150-200 pk. De Musketeers hebben een vast landingsgestel, alleen de model 24 Sierra is uitgerust met een intrekbaar onderstel.  Het driepunts landingsgestel van de Musketeer productlijn is voorzien van speciaal geveerde draagarmen die, om een vloeiende zachte landing te maken, van de piloot wat extra aandacht vragen.

## Belangrijkste modellen

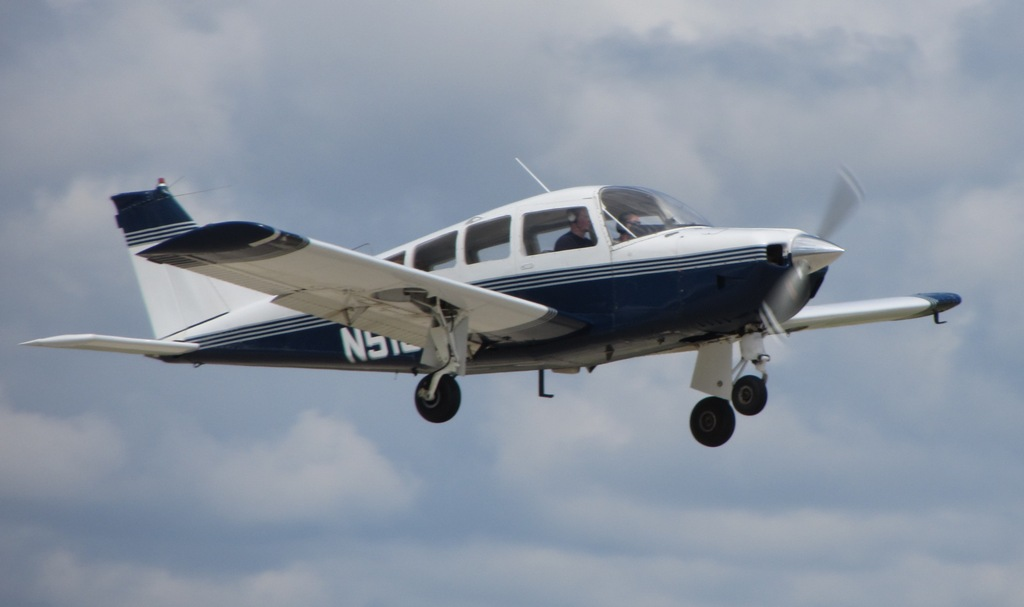
Beechcraft Sierra met intrekbaar landingsgestel

Model 23 Musketeer en CustomDe eerste Musketeer uit 1963 was het model 23 met een 160 pk motor. In 1968 kwam de Musketeer B23 Custom met 180 pk motor. In 1973 opgevolgd door de Musketeer C23 Sundowner.
Model 19 Musketeer SportHoewel met een lager typenummer kwam de model 19 Sport trainingsversie uit in 1966 (dus na model 23). De Sport-uitvoering had een kleinere motor van 150 pk.
Model 23-24 Musketeer Super IIIModel uit 1966 met een grotere 200 pk motor. Het toestel was, net als de Sierra, ook leverbaar in een 4 + 2 zitplaats-configuratie, waarbij de bagageruimte geschikt was gemaakt voor twee kinderen.
Model 24 SierraModel met intrekbaar landingsgestel en een 200 pk motor.
CT-134 MusketeerMilitaire versie geleverd aan het Canadese leger.

### Tweemotorige variant
Beechcraft DuchessModel met twee motoren (2 × 180 pk) en intrekbaar landingsgestel. De Duchess is geconstrueerd op basis van het Musketeer Sierra airframe (vliegtuigcasco) met een versterkte vleugelconstructie om het gewicht van de twee motoren te kunnen dragen.

## Specificaties
- Type: A23A Musketeer Custom III
- Fabriek: Beechcraft
- Bemanning: 1
- Passagiers: 3
- Lengte: 7,82 m
- Spanwijdte: 9,98 m
- Hoogte: 2,51 m
- Vleugeloppervlak: 13,6 m²
- Vleugelprofiel: NACA 63A415
- Leeg gewicht: 624 kg
- Maximum gewicht: 1089 kg

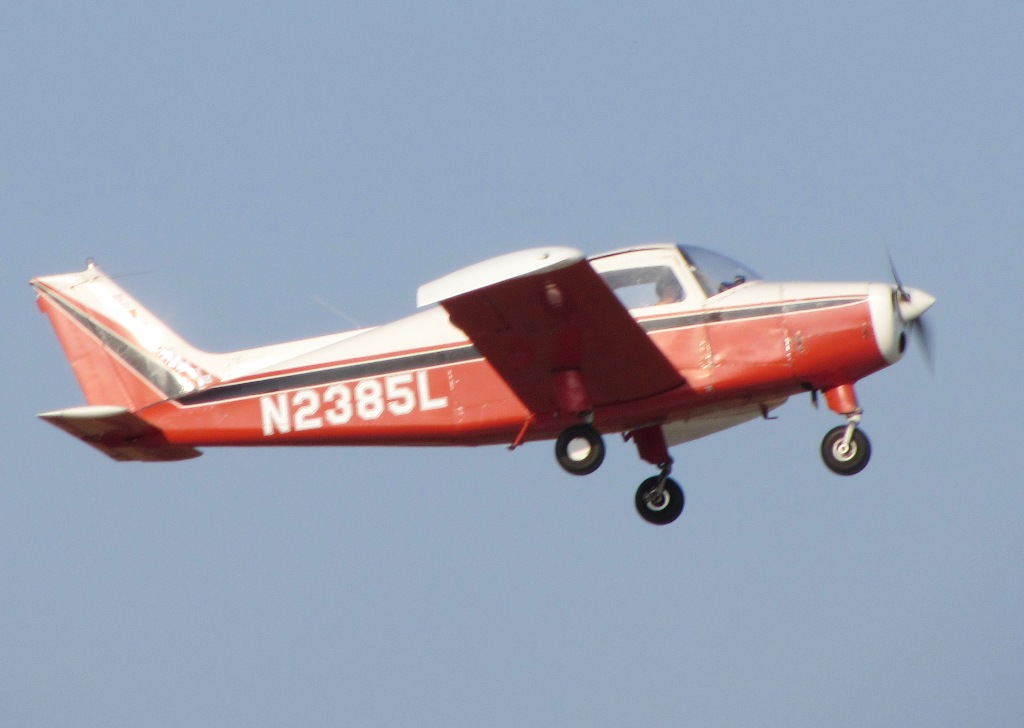
Beechcraft Model 23 Musketeer (1963)

- Motor: 1 × Continental IO-346-viercilinder boxermotor, 165 pk (123 kW)
- Propeller: tweeblads, vaste spoed
- Aantal gebouwd: 4366
- In productie: 1963-1983

Prestaties:
- Maximumsnelheid: 235 km/u
- Kruissnelheid: 189 km/u
- Overtreksnelheid: 117 km/u
- Never Exceed Speed: 282 km/u
- Plafond: 4000 m
- Vliegbereik: 1252 km
- Klimsnelheid: 3,7 m/s

## Vergelijkbare vliegtuigen
- Grumman American AA-5
- Cessna 172
- Piper PA-28 Cherokee
- Socata Rallye